# Astylosternus rheophilus
Astylosternus rheophilus är en groddjursart som beskrevs av Jean-Louis Amiet 1978. Astylosternus rheophilus ingår i släktet Astylosternus och familjen Arthroleptidae. IUCN kategoriserar arten globalt som sårbar. Inga underarter finns listade.